# 공항철도 (기업)

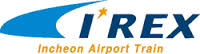
I'REX 시절의 로고, 2007년에 A'REX로 바뀌었다.

공항철도주식회사(空港鐵道株式會社, Airport Railroad Co., Ltd.)는 인천국제공항철도를 운영하는 철도 회사이자 KB금융그룹의 관계사이다.

## 개요
계획 당시 대한민국 철도청의 주관 하에 공영철도로 건설하려 한 인천국제공항철도가 인천국제공항고속도로와 함께 민자사업으로 지정되어 설립된 컨소시엄을 모태로 하는 기업이다. 민간 사업자가 건설 후 30년간 운영한 뒤 국가에 반납하는 수익형 민자사업 방식을 채택한, 대한민국 사상 최초의 민간 철도운영사이기도 하다.

## 노선
- ● 인천국제공항철도(서울역 ~ 인천공항2터미널)

## 차량
- 공항철도 1000호대 전동차
- 공항철도 2000호대 전동차

## 역사
2001년 3월 23일 현대건설을 최대주주로 하여 인천국제공항철도주식회사라는 사명으로 설립되었으며, 2006년 6월 29일에 공항철도주식회사로 사명이 변경되었다. 이후 2009년, 잘못된 수요 예측에 따른 계속되는 적자가 문제시되어, 민자 사업으로는 사업을 영위하기 어렵다는 판단 하에 공기업인 한국철도공사에 인수되고, 상호가 코레일공항철도주식회사로 변경되었다. 2015년 6월 23일 KB금융그룹에서 운영하게 되면서 공항철도주식회사로 사명이 환원되었다.
- 1998년 7월 21일: 인천국제공항철도 민자사업단 결성
- 2001년 3월 23일: 인천국제공항철도주식회사 설립
- 2006년 6월 29일: 회사명을 공항철도주식회사로 변경
- 2009년 9월 17일: 한국철도공사와 지분 매도 대표자인 현대건설과의 지분 88.8% 인수계약 체결
- 2009년 11월 30일: 코레일공항철도로 사명 변경
- 2015년 6월 23일: KB공항철도사모특별자산투자신탁에서 인수, 공항철도주식회사로 사명 환원

## 같이 보기
- 서울역 도심공항터미널